# Phymatodocis alternans
Phymatodocis alternans là một loài Song tinh tảo trong họ Desmidiaceae, thuộc chi Phymatodocis.